# Сіра акула витончена
Сі́ра аку́ла ви́тончена (Carcharhinus amblyrhynchoides) — акула з роду Сірі акули родини сірі акули. Інша назва «акула Квінсленду».

## Опис
Загальна довжина досягає 1,67—1,7 м. Голова середнього розміру. Морда коротка, загострена, клиноподібна. Очі відносно великі, круглі, з мигальною перетинкою. У кутах пащі присутні короткі, нечіткі борозни. На верхній щелепі присутні 31—33 зуби з вузькою верхівкою та пилкоподібними крайками. На нижній — 29—33 зуби шилоподібної форми з широкою основою. Зуби на обох щелепах майже однакової форми, проте на нижній вони більш рівні. У центрі пащі присутні зуби з вертикальною верхівками, з боків верхівки мають невеликий вигиб. У неї 5 пар відносно довгих зябрових щілин. Тулуб дещо веретеноподібний, важкий, навіть товстий. Вираженого хребта у цієї акули немає. Грудні плавці довгі, серпоподібні, з гострими кінчиками. Має 2 спинних плавця. Перший спинний плавець розташований позаду грудний плавців. Він високий та широкий, з загостреним кінчиком та увігнутою задньою крайкою. Задній спинний плавець, розташований навпроти анального плавця, значно менший за передній спинний плавець. Хвостовий плавець з добре розвиненими верхньою та нижньою лопатями. Верхня лопать значно витягнута.
Забарвлення спини сіро-бронзове. Черево має попелясто-білий колір. Забарвлення зі спини поступово переходить на черево. З боків є малопомітна бліда, світла смуга. Кінчики плавців темні, іноді чорні, що особливо помітні у молодих особин.

## Спосіб життя
Тримається на глибині до 50 м. Зустрічається на континентальних та біляострівних схилах. Здатна швидко, стрімко й водночас красиво і витончено рухатися у товщі води. Звідси походить її назва. Живиться переважно костистими рибами, рідше головоногими молюсками та ракоподібними.
Статева зрілість настає при розмірах 110—120 см. Парування відбувається щорічно. Це живородна акула. Вагітність триває 9—10 місяців. Самиця народжує від 3 до 9 акуленят завдовжки 50—60 см.
Цю акулу відносять до потенційно небезпечним для людини, проте фактів нападу не зафіксовано.

## Розповсюдження
Мешкає в Аденській затоці, південно-західного узбережжя Індії, о. Шрі-Ланка, Таїланду, Малайзії, Індонезії, Філіппін, північної Австралії.